# Kemmerer (Wyoming)
Kemmerer város az Amerikai Egyesült Államok Wyoming államában, Lincoln megyében, melynek megyeszékhelye is. Lakosainak száma 2415 fő (2020. április 1.).

## Népesség
| 2010 | 2 656 |
| 2020 | 2 415 |